# Drepanosticta inversa
Drepanosticta inversa är en trollsländeart som beskrevs av Maurits Anne Lieftinck 1949. Drepanosticta inversa ingår i släktet Drepanosticta och familjen Platystictidae. Inga underarter finns listade i Catalogue of Life.